# Super Bowl XXXI
El Super Bowl XXXI fue el nombre que se le dio al partido de fútbol americano que definió al campeón de la temporada 1996-97 de la NFL. El partido se disputó el 26 de enero de 1997 en el estadio Louisiana Superdome de la ciudad de Nueva Orleans, Luisiana. Enfrentó al campeón de la AFC los New England Patriots y al campeón de la NFC los Green Bay Packers. La victoria fue para los Green Bay Packers, quienes vencieron por 35-21 y de esta manera se alzaron con su título número 3 en un Super Bowl, después de 29 años sin lograrlo.

## Resumen del partido
El Super Bowl XXXI empezó favorable para los Green Bay Packers quienes anotaron un touchdown tras pase de Brett Favre de 54 yardas para Andre Rrison. Sin embargo los New England Patriots se fueron arriba en el primer cuarto 14-10 (mayor cantidad de puntos en un primer cuarto de un Super Bowl), cuando anotaron 2 touchdowns. En el segundo cuarto Favre lanzó un pase de 81 yardas para Antonio Freeman (nueva marca en un Super Bowl), así los Packers se fueron al descanso 27-14. En el tercer cuarto los Patriots se acercaron con anotación terrestre de Curtis Martin, pero en la patada de salida siguiente Desmond Howard corrió 99 yardas para devolver el ovoide a la línea de anotación de New England. En el último cuarto la línea defensiva de los Packers interceptó 2 balones y no le permitió cruzar las 50 yardas a los New England Patriots. Reggie White impuso una marca, en un juego de Super Bowl, al capturar 3 veces al mariscal de campo, de los Patriots, Drew Bledsoe. Brett Favre lanzó dos pases de anotación y consiguió uno más por tierra. Pero el jugador más valioso fue Desmond Howard (primer jugador de los cuadros especiales en ser elegido en un Super Bowl), quien obtuvo 244 yardas en devoluciones de balón (nueva marca en la NFL).